# Diplópode
Os diplópodes (Diplopoda) são animais artrópodes de solo, geralmente pequenos, alongados e escuros, vulgarmente conhecidos por piolhos-de-cobra, embuás, gongolos, maria-café, dentre outros nomes populares.. Ocorrem em ambientes úmidos ricos em matéria orgânica, sob pouca luminosidade, donde vivem e se alimentam por serem geralmente detritívoros de vegetação caída em decomposição. Os diplópodes são inofensivos para os seres humanos e animais domesticados, exceto que alguns podem configurar-se como pragas nos jardins, principalmente em estufas vegetais, por danificarem brotos de plantas, e por alguns raros casos de acidentes por intoxicação química.
Tecnicamente, são uma classe de artrópodes miriápodes (Arthropoda: Myriapoda) que se caracterizam por apresentarem dois pares de pernas associados à maioria dos seus segmentos corporais (daí o nome científico da classe, diplo+poda, vide a seguir). A maioria dos diplópodes tem seu corpo cilíndrico e muito alongado, mas também existem alguns grupos com o corpo um pouco achatado, e ainda alguns milípedes (Oniscomorpha, por vezes chamados de tatuzinhos) mais curtos que podem enrolar-se numa bola. 
Vale ressaltar que os segmento com dois pares de pernas resultam da fusão, durante o desenvolvimento, de dois segmentos simples -- nisto diferenciam-se de outros grupos de miriápodes. 

## Etimologia dos nomes
O nome "Diplopoda" deriva do grego antigo διπλοῦς (diplous, significando 'duplo') e ποδός (podos, significando 'pés'), aludindo ao facto de apresentarem dois pares de pernas na maioria dos segmentos.  Em muitos idiomas correntes, dão-lhes o nome de "milípedes" (p.ex. do inglês millipedes, significando 'mil-pés') aludindo à grande quantidade de pernas destes animais (diferindo das centípedes, ou centopeias, da classe Chilopoda). Factualmente, a maioria das espécies oscila entre dezenas e centenas de pares de pernas, sendo conhecida, até o momento, apenas uma espécie (Eumillipes persephone) que atinge mil ou mais pernas.. Ao estudo científico dos diplópodes chamamos de diplopodologia.

## Diversidade e Biogeografia

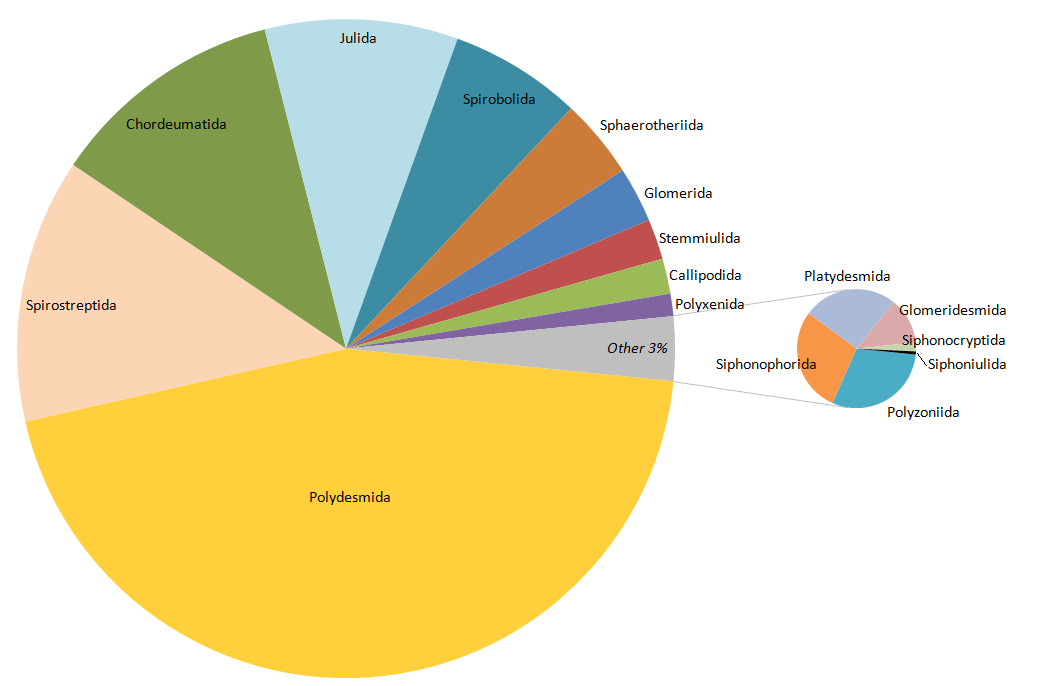
Diversidade relativa aproximada das ordens de milípedes existentes, que varia desde cerca de espécies de Polydesmida a 2 espécies de Siphoniulida.

Como animais artrópodes miriápodes, os diplópodes se parecem superficialmente com centopeias (classe Chilopoda), mas estas são na verdade relativamente distantes dentro do grupo, caracterizadas não só por apresentarem apenas um par de pernas em cada segmento corporal, mas também por serem ágeis caçadoras do solo, normalmente predadoras de outros invertebrados.
De fato, os dipópodes formam a maior classe de miriápodes, agregando mais de 12 000 espécies  distribuídas por 16 ordens com cerca de 140 famílias. Estima-se que o número total de espécies que podem existir possa chegar a 80 000, sugerindo que ainda há muito campo para estudo. 
Conforme detalhado abaixo, as 16 ordens existentes dividem-se em duas subclasses : Penicillata compreendendo apenas a ordem Polyxenida, e Chilognatha compreendendo as demais ordens, divididas por duas infraclasses: Pentazonia, representada pelos Oniscomorpha, e Helminthomorpha, que a maior diversidade de espécies.

### Classificação
A classificação dos diplópodes apresentada abaixo baseia-se em Shear, 2011, e Shear & Edgecombe, 2010, e inclui grupos extintos (marcados com †) conhecidos apenas por fósseis.  Depois de cada nome científico indica-se a "autoridade taxonômica", pelo nome do descritor original do táxon. Vale sempre notar que esquemas de classificações taxonômicas hoje dependem de hipóteses filogenéticas que são provisórias e nunca completamente resolvidas.
Classe Diplopoda de Blainville in Gervais, 1844
- Subclasse Penicillata Latrielle, 1831
  - Ordem Polyxenida Verhoeff, 1934
- Subclasse †Arthropleuridea (situado en Penicillata por alguns autores)[12]
  - Ordem †Arthropleura Waterlot, 1934
  - Ordem †Eoarthropleura  Shear & Selden, 1995
  - Ordem †Microdecemplicida Wilson & Shear, 2000
- Subclasse Chilognatha  Latrielle, 1802
  - Ordem †Zosterogrammida Wilson, 2005 (Chilognatha incertae sedis)[12]
  - Infraclasse Pentazonia Brandt, 1833
    - Ordem †Amynilyspedida Hoffman, 1969
    - Superordem Limacomorpha Pocock, 1894
      - Ordem Glomeridesmida Cook, 1895

    - Superordem Oniscomorpha Pocock, 1887
      - Ordem Glomerida Brandt, 1833
      - Ordem Sphaerotheriida Brandt, 1833

  - Infraclasse Helminthomorpha Pocock, 1887
    - Superordem †Archipolypoda Scudder, 1882
      - Ordem †Archidesmida Wilson & Anderson 2004
      - Ordem †Cowiedesmida Wilson & Anderson 2004
      - Ordem †Euphoberiida Hoffman, 1969
      - Ordem †Palaeosomatida Hannibal & Krzeminski, 2005

    - Ordem †Pleurojulida Schneider & Werneburg, 1998 (possivelmente irmã de Colobognatha)[9]
    - Subterclasse Colobognatha Brandt, 1834
      - Ordem Platydesmida Cook, 1895
      - Ordem Polyzoniida Cook, 1895
      - Ordem Siphonocryptida Cook, 1895
      - Ordem Siphonophorida Newport, 1844

    - Subterclasse Eugnatha Attems, 1898
      - Superordem Juliformia Attems, 1926
        - Ordem Julida Brandt, 1833
        - Ordem Spirobolida Cook, 1895
        - Ordem Spirostreptida Brandt, 1833
        - Superfamília †Xyloiuloidea Cook, 1895 (às vezes alinhada com Spirobolida)[13]

      - Superordem Nematophora Verhoeff, 1913
        - Ordem Callipodida Pocock, 1894
        - Ordem Chordeumatida Pocock 1894
        - Ordem Stemmiulida Cook, 1895
        - Ordem Siphoniulida Cook, 1895

      - Superordem Merocheta Cook, 1895
        - Ordem Polydesmida Pocock, 1887

### Biogeografia
Os diplópodes destacam-se como animais invasores, dado que algumas espécies estão amplamente distribuídas pelo globo, principalmente como passageiros de embarcações comerciais humanas. Por conta de terem capacidades de dispersão autônoma limitada, por conta de sua lenta locomoção e dependência de habitats úmidos, são tidos como um grupo de animais com rápida especiação por isolamento genético, produzindo muitas linhagens presentes em áreas de distribuição restritas.  Normalmente, uma única área não chega a ter 10 espécies de Diplopoda residentes; até o momento, a maior diversidade de espécies registrada em um único habitat foi de 33 espécies em uma área na Amazônia central.  
São animais que habitam primariamente o solo de florestas (geralmente úmidas) de zonas temperadas (principalmente bosques), subtropicais e tropicais, mas que podem habitar também algumas áreas costeiras, habitas perto de água doce, desertos, partes da tundra, picos e montanhas, cavernas, camadas profundas do solo, dosséis e epífitas, sob cascas de árvores, ou como inquilinos em ninhos de formigas, cupins e aves. A maioria dos ambientes alternativos apresenta poucos diplópodes, mas existem cavernas e partes em montanhas cheias destes animais.
A classe Diplopoda como um todo está distribuída por todos continentes, exceto a Antártida e algumas ilhas ou arquipélagos. Em especial, Polyxenida, Polyzoniida, Chordeumatida, e Polydesmida occorrem em quase todos os continentes, ao passo que Cambalidea estão presentes nas Américas do Norte e Central, e parte do sudoeste asiático, além de uma única ilha no Irã. De fato, o Sul da Ásia (desde parte da China até Sumatra) destaca-se por albergar todas 16 ordens de diplópodes. Os grupos Glomerida, Platydesmida, Julida e Callipodida ocorrem como nativos apenas em continentes derivados da Laurásia, enquanto Glomeridesmida, Sphaerotheriida, Siphonophorida, Spirobolida, Epinannolenidea, Spirostreptidea, and Stemmiulida estão principalmente presentes no hemistério sul em continentes derivados de Gondwana (e ausentes na Europa). Curiosamente, Sphaerotheriida é ausente no Novo Mundo. Os grupos Siphoniulida e Siphonocryptida estão registrados em poucas áreas e estão em aparente risco de extinção. 

## História Natural e Evolução
Deve-se enfatizar que os artrópodes miriápodes são tidos como dentre os primeiros animais terrestres a terem colonizado os continentes deste planeta. Desta forma, os diplópodes figuram entre os primeiros animais que colonizaram a terra, no período geológico Silúrico, há mais de 400 milhões de anos. Acredita-se que os primeiros diplópodes comiam musgos e plantas vasculares primitivas, nos primeiros habitats úmidos terrestres existentes. Os dois grupos maiores extintos foram: os Archipolypoda, como os animais terrestres mais antigos conhecidos pelo registro fóssil, e os Arthropleuridea, representados pelos invertebrados terrestres mais compridos que já viveram; para fins de comparação, a criatura terrestre mais antiga que se tem conhecimento foi o Archipolypoda Pneumodesmus newmani, que media cerca de 1 cm de comprimento há 428 milhões de anos, no Silúrico Superior, e que já apresentava marcas de espiráculos (orifícios respiratórios na carapaça) como testemunho dos seus hábitos respiratórios terrestres. Já durante Carbonífero superior (entre 340 e 280 milhões de anos atrás), o miriápode Arthropleura converteu-se no maior invertebrado terrestre de que se tenha registro fóssil, tendo alcançado pelo menos 2 m de comprimento. A partir do Devoniano, alguns fósseis de diplópodes apresentavam marcas de aberturas chamadas ozóporos, que são glândulas defensivas de diplópodes viventes, sugerindo a primeira evidência de defesas químicas em um artrópode terrestre.
De forma geral, os ancestrais dos gongolos e centopeias modernos atingiram dimensões comparativamente gigantescas para as espécies atuais, devido a uma atmosfera muito mais rica em oxigénio, durante o Devónico e Carbonífero. Fenômeno parecido ocorreu com outros grupos de animais. À medida que os níveis de oxigénio se reduziram com o tempo, os artrópodes foram se tornando menores.

### Grupos vivos

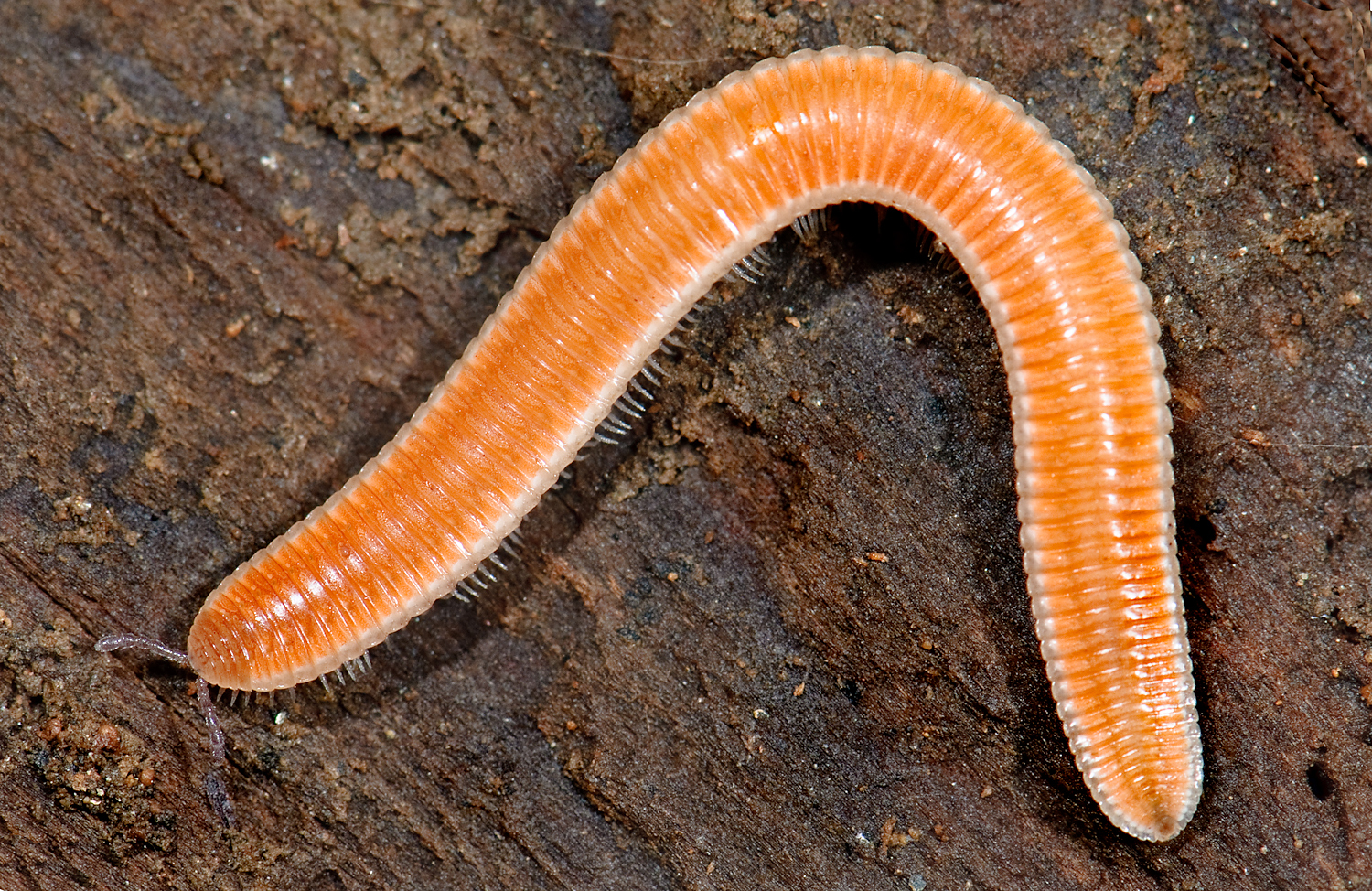
Octoglena sierra (Colobognatha, Polyzoniida)

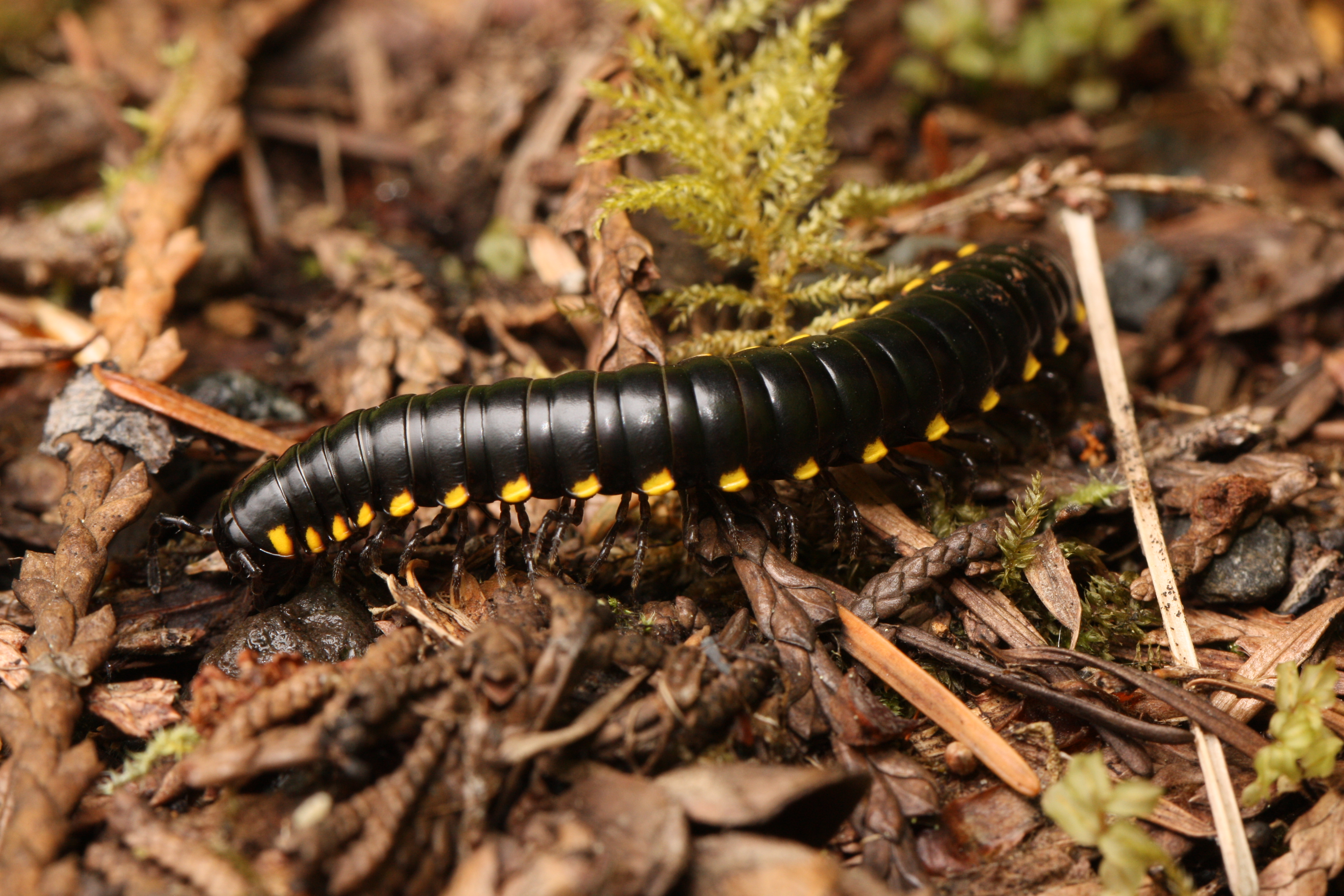
Harpaphe haydeniana (Polydesmida)

A classificação científica dos diplópodes começou oficialmente com Carl Linnaeus, que nomeou sete espécies de gongolos do gênero Julus dentro da seção "Insecta Aptera" (ou sejo, 'insectos sem asas') na sua 10ª edição do Systema Naturae em 1758. Mais tarde, em 1802, o zoólogo francês Pierre André Latreille propôs o táxon Chilognatha para incluir as primeiras espécies, que gradualmente converteu-se no agora chamamos de Classe Diplopoda; em 1840 o naturalista alemão Johann Friedrich von Brandt sofisticou o táxon com as primeiras classificações mais detalhadas. O nome Diplopoda foi proposto em 1844 pelo zoólogo francês Henri Marie Ducrotay de Blainville. Foi entre 1890 e 1940 que a taxonomia de Diplopoda floresceu de fato, quando uns poucos investigadores dedicados descreveram milhares de espécies, principalmente representados por Carl Attems, Karl Wilhelm Verhoeff e Ralph Vary Chamberlin (cada um destes tendo criado cerca de 1 000 espécies), seguidos por Orator F. Cook, Filippo Silvestri, R. I. Pocock e Henry W. Brölemann. Os números de descrições de espécies desta época foram, em média, os mais altos da história da diplopodologia, por vezes excedendo 300 por ano.
Foi em 1971 que o biólogo holandês C. A. W. Jeekel publicou o primeiro compêndio listando todos os géneros e famílias descritos entre 1758 e 1957, em Nomenclator Generum et Familiarum Diplopodorum, considerado por muitos especialistas como o marco para a "era moderna" diplopodologia. Em 1980, o biólogo americano Richard L. Hoffman propôs uma classificação com os clados Penicillata, Pentazonia e Helminthomorpha, logo seguida pela primeira análise filogenética das ordens de diplópodes através de cladística em 1984, por Henrik Enghoff da Dinamarca. Nestas primeiras análises, os Diplopoda eram considerados como os miriápodes evolutivamente mais próximos dos pequenos paurópodes.
Deve-se mencionar que, até o momento, não há uma filogenia universalmente aceita para Diplopoda. Abaixo, é mostrada uma filogenia proposta em 2003 pelo americano Rowland Shelley, que assemelha-se bastante ainda à proposta original de Verhoeff, mas que vem sendo revisada por numerosos estudos moleculares mais recentes  Particularmente, a posição das ordens Siphoniulida e Polyzoniida não tem se mostrado instável ao longo de diferentes análises,  a exemplo de uma revisão de 2011 por William A. Shear acerca da diversidade de famílias situou a ordem Siphoniulida dentro dos Nematomorpha.
|  | Polyxenida |
|  |            |

| Limacomorpha | Glomeridesmida                                                |
|              | Glomeridesmida                                                |
| Oniscomorpha | \| \| Glomerida \| \| \| \| \| \| Sphaerotheriida \| \| \| \| |
|              | \| \| Glomerida \| \| \| \| \| \| Sphaerotheriida \| \| \| \| |
|              | Glomerida                                                     |
|              |                                                               |
|              | Sphaerotheriida                                               |
|              |                                                               |

|  | Glomerida       |
|  |                 |
|  | Sphaerotheriida |
|  |                 |

|  | Platydesmida    |
|  |                 |
|  | Siphonocryptida |
|  |                 |
|  | Polyzoniida     |
|  |                 |
|  | Siphonophorida  |
|  |                 |

|  |               |
|  |               |
|  | Chordeumatida |
|  |               |
|  | Callipodida   |
|  |               |
|  | Stemmiulida   |
|  |               |
|  | Siphoniulida  |
|  |               |

|  | Polydesmida |
|  |             |

|  | Julida         |
|  |                |
|  | Spirobolida    |
|  |                |
|  | Spirostreptida |
|  |                |

|  |               |
|  |               |
|  | Chordeumatida |
|  |               |
|  | Callipodida   |
|  |               |
|  | Stemmiulida   |
|  |               |
|  | Siphoniulida  |
|  |               |

|  | Polydesmida |
|  |             |

|  | Julida         |
|  |                |
|  | Spirobolida    |
|  |                |
|  | Spirostreptida |
|  |                |

|  | Platydesmida    |
|  |                 |
|  | Siphonocryptida |
|  |                 |
|  | Polyzoniida     |
|  |                 |
|  | Siphonophorida  |
|  |                 |

|  |               |
|  |               |
|  | Chordeumatida |
|  |               |
|  | Callipodida   |
|  |               |
|  | Stemmiulida   |
|  |               |
|  | Siphoniulida  |
|  |               |

|  | Polydesmida |
|  |             |

|  | Julida         |
|  |                |
|  | Spirobolida    |
|  |                |
|  | Spirostreptida |
|  |                |

|  |               |
|  |               |
|  | Chordeumatida |
|  |               |
|  | Callipodida   |
|  |               |
|  | Stemmiulida   |
|  |               |
|  | Siphoniulida  |
|  |               |

|  | Polydesmida |
|  |             |

|  | Julida         |
|  |                |
|  | Spirobolida    |
|  |                |
|  | Spirostreptida |
|  |                |

| Limacomorpha | Glomeridesmida                                                |
|              | Glomeridesmida                                                |
| Oniscomorpha | \| \| Glomerida \| \| \| \| \| \| Sphaerotheriida \| \| \| \| |
|              | \| \| Glomerida \| \| \| \| \| \| Sphaerotheriida \| \| \| \| |
|              | Glomerida                                                     |
|              |                                                               |
|              | Sphaerotheriida                                               |
|              |                                                               |

|  | Glomerida       |
|  |                 |
|  | Sphaerotheriida |
|  |                 |

|  | Platydesmida    |
|  |                 |
|  | Siphonocryptida |
|  |                 |
|  | Polyzoniida     |
|  |                 |
|  | Siphonophorida  |
|  |                 |

|  |               |
|  |               |
|  | Chordeumatida |
|  |               |
|  | Callipodida   |
|  |               |
|  | Stemmiulida   |
|  |               |
|  | Siphoniulida  |
|  |               |

|  | Polydesmida |
|  |             |

|  | Julida         |
|  |                |
|  | Spirobolida    |
|  |                |
|  | Spirostreptida |
|  |                |

|  |               |
|  |               |
|  | Chordeumatida |
|  |               |
|  | Callipodida   |
|  |               |
|  | Stemmiulida   |
|  |               |
|  | Siphoniulida  |
|  |               |

|  | Polydesmida |
|  |             |

|  | Julida         |
|  |                |
|  | Spirobolida    |
|  |                |
|  | Spirostreptida |
|  |                |

|  | Platydesmida    |
|  |                 |
|  | Siphonocryptida |
|  |                 |
|  | Polyzoniida     |
|  |                 |
|  | Siphonophorida  |
|  |                 |

|  |               |
|  |               |
|  | Chordeumatida |
|  |               |
|  | Callipodida   |
|  |               |
|  | Stemmiulida   |
|  |               |
|  | Siphoniulida  |
|  |               |

|  | Polydesmida |
|  |             |

|  | Julida         |
|  |                |
|  | Spirobolida    |
|  |                |
|  | Spirostreptida |
|  |                |

|  |               |
|  |               |
|  | Chordeumatida |
|  |               |
|  | Callipodida   |
|  |               |
|  | Stemmiulida   |
|  |               |
|  | Siphoniulida  |
|  |               |

|  | Polydesmida |
|  |             |

|  | Julida         |
|  |                |
|  | Spirobolida    |
|  |                |
|  | Spirostreptida |
|  |                |

|  | Polyxenida |
|  |            |

| Limacomorpha | Glomeridesmida                                                |
|              | Glomeridesmida                                                |
| Oniscomorpha | \| \| Glomerida \| \| \| \| \| \| Sphaerotheriida \| \| \| \| |
|              | \| \| Glomerida \| \| \| \| \| \| Sphaerotheriida \| \| \| \| |
|              | Glomerida                                                     |
|              |                                                               |
|              | Sphaerotheriida                                               |
|              |                                                               |

|  | Glomerida       |
|  |                 |
|  | Sphaerotheriida |
|  |                 |

|  | Platydesmida    |
|  |                 |
|  | Siphonocryptida |
|  |                 |
|  | Polyzoniida     |
|  |                 |
|  | Siphonophorida  |
|  |                 |

|  |               |
|  |               |
|  | Chordeumatida |
|  |               |
|  | Callipodida   |
|  |               |
|  | Stemmiulida   |
|  |               |
|  | Siphoniulida  |
|  |               |

|  | Polydesmida |
|  |             |

|  | Julida         |
|  |                |
|  | Spirobolida    |
|  |                |
|  | Spirostreptida |
|  |                |

|  |               |
|  |               |
|  | Chordeumatida |
|  |               |
|  | Callipodida   |
|  |               |
|  | Stemmiulida   |
|  |               |
|  | Siphoniulida  |
|  |               |

|  | Polydesmida |
|  |             |

|  | Julida         |
|  |                |
|  | Spirobolida    |
|  |                |
|  | Spirostreptida |
|  |                |

|  | Platydesmida    |
|  |                 |
|  | Siphonocryptida |
|  |                 |
|  | Polyzoniida     |
|  |                 |
|  | Siphonophorida  |
|  |                 |

|  |               |
|  |               |
|  | Chordeumatida |
|  |               |
|  | Callipodida   |
|  |               |
|  | Stemmiulida   |
|  |               |
|  | Siphoniulida  |
|  |               |

|  | Polydesmida |
|  |             |

|  | Julida         |
|  |                |
|  | Spirobolida    |
|  |                |
|  | Spirostreptida |
|  |                |

|  |               |
|  |               |
|  | Chordeumatida |
|  |               |
|  | Callipodida   |
|  |               |
|  | Stemmiulida   |
|  |               |
|  | Siphoniulida  |
|  |               |

|  | Polydesmida |
|  |             |

|  | Julida         |
|  |                |
|  | Spirobolida    |
|  |                |
|  | Spirostreptida |
|  |                |

| Limacomorpha | Glomeridesmida                                                |
|              | Glomeridesmida                                                |
| Oniscomorpha | \| \| Glomerida \| \| \| \| \| \| Sphaerotheriida \| \| \| \| |
|              | \| \| Glomerida \| \| \| \| \| \| Sphaerotheriida \| \| \| \| |
|              | Glomerida                                                     |
|              |                                                               |
|              | Sphaerotheriida                                               |
|              |                                                               |

|  | Glomerida       |
|  |                 |
|  | Sphaerotheriida |
|  |                 |

|  | Platydesmida    |
|  |                 |
|  | Siphonocryptida |
|  |                 |
|  | Polyzoniida     |
|  |                 |
|  | Siphonophorida  |
|  |                 |

|  |               |
|  |               |
|  | Chordeumatida |
|  |               |
|  | Callipodida   |
|  |               |
|  | Stemmiulida   |
|  |               |
|  | Siphoniulida  |
|  |               |

|  | Polydesmida |
|  |             |

|  | Julida         |
|  |                |
|  | Spirobolida    |
|  |                |
|  | Spirostreptida |
|  |                |

|  |               |
|  |               |
|  | Chordeumatida |
|  |               |
|  | Callipodida   |
|  |               |
|  | Stemmiulida   |
|  |               |
|  | Siphoniulida  |
|  |               |

|  | Polydesmida |
|  |             |

|  | Julida         |
|  |                |
|  | Spirobolida    |
|  |                |
|  | Spirostreptida |
|  |                |

|  | Platydesmida    |
|  |                 |
|  | Siphonocryptida |
|  |                 |
|  | Polyzoniida     |
|  |                 |
|  | Siphonophorida  |
|  |                 |

|  |               |
|  |               |
|  | Chordeumatida |
|  |               |
|  | Callipodida   |
|  |               |
|  | Stemmiulida   |
|  |               |
|  | Siphoniulida  |
|  |               |

|  | Polydesmida |
|  |             |

|  | Julida         |
|  |                |
|  | Spirobolida    |
|  |                |
|  | Spirostreptida |
|  |                |

|  |               |
|  |               |
|  | Chordeumatida |
|  |               |
|  | Callipodida   |
|  |               |
|  | Stemmiulida   |
|  |               |
|  | Siphoniulida  |
|  |               |

|  | Polydesmida |
|  |             |

|  | Julida         |
|  |                |
|  | Spirobolida    |
|  |                |
|  | Spirostreptida |
|  |                |

### Registro fóssil
Para além das 16 ordens vivas, são consideradas ainda outras 9 ordens extintas, e uma superfamília organizando estes registros fósseis. Existe registro fóssil também para várias ordens viventes. As relações das linhagens extintas com os grupos viventes permanecem controversas. Por exemplo, os extintos Arthropleuridea foram, durante muito tempo, considerados uma classe separada de miriápodes, até que especialistas do início do século XXI estabeleceram tratavam-se duma subclasse de diplópodes.  As duas filogenias abaixo tentam incorporar os grupos fósseis representados com o símbolo †. Não foi incluída a ordem extinta Zosterogrammida, por serem ainda de posição incerta .
|  | †Arthropleurida    |
|  |                    |
|  | †Eoarthropleurida  |
|  |                    |
|  | †Microdecemplicida |
|  |                    |

|  | †Archidesmida   |
|  |                 |
|  | †Cowiedesmida   |
|  |                 |
|  | †Euphoberiida   |
|  |                 |
|  | †Palaeosomatida |
|  |                 |

|  | Nematophora |
|  |             |
|  | Polydesmida |
|  |             |

|  | Julida         |
|  |                |
|  | Spirobolida    |
|  |                |
|  | Spirostreptida |
|  |                |
|  | †Xyloiuloidea  |
|  |                |

|  | Nematophora |
|  |             |
|  | Polydesmida |
|  |             |

|  | Julida         |
|  |                |
|  | Spirobolida    |
|  |                |
|  | Spirostreptida |
|  |                |
|  | †Xyloiuloidea  |
|  |                |

|  | Nematophora |
|  |             |
|  | Polydesmida |
|  |             |

|  | Julida         |
|  |                |
|  | Spirobolida    |
|  |                |
|  | Spirostreptida |
|  |                |
|  | †Xyloiuloidea  |
|  |                |

|  | Nematophora |
|  |             |
|  | Polydesmida |
|  |             |

|  | Julida         |
|  |                |
|  | Spirobolida    |
|  |                |
|  | Spirostreptida |
|  |                |
|  | †Xyloiuloidea  |
|  |                |

|  | †Archidesmida   |
|  |                 |
|  | †Cowiedesmida   |
|  |                 |
|  | †Euphoberiida   |
|  |                 |
|  | †Palaeosomatida |
|  |                 |

|  | Nematophora |
|  |             |
|  | Polydesmida |
|  |             |

|  | Julida         |
|  |                |
|  | Spirobolida    |
|  |                |
|  | Spirostreptida |
|  |                |
|  | †Xyloiuloidea  |
|  |                |

|  | Nematophora |
|  |             |
|  | Polydesmida |
|  |             |

|  | Julida         |
|  |                |
|  | Spirobolida    |
|  |                |
|  | Spirostreptida |
|  |                |
|  | †Xyloiuloidea  |
|  |                |

|  | Nematophora |
|  |             |
|  | Polydesmida |
|  |             |

|  | Julida         |
|  |                |
|  | Spirobolida    |
|  |                |
|  | Spirostreptida |
|  |                |
|  | †Xyloiuloidea  |
|  |                |

|  | Nematophora |
|  |             |
|  | Polydesmida |
|  |             |

|  | Julida         |
|  |                |
|  | Spirobolida    |
|  |                |
|  | Spirostreptida |
|  |                |
|  | †Xyloiuloidea  |
|  |                |

|  | †Archidesmida   |
|  |                 |
|  | †Cowiedesmida   |
|  |                 |
|  | †Euphoberiida   |
|  |                 |
|  | †Palaeosomatida |
|  |                 |

|  | Nematophora |
|  |             |
|  | Polydesmida |
|  |             |

|  | Julida         |
|  |                |
|  | Spirobolida    |
|  |                |
|  | Spirostreptida |
|  |                |
|  | †Xyloiuloidea  |
|  |                |

|  | Nematophora |
|  |             |
|  | Polydesmida |
|  |             |

|  | Julida         |
|  |                |
|  | Spirobolida    |
|  |                |
|  | Spirostreptida |
|  |                |
|  | †Xyloiuloidea  |
|  |                |

|  | Nematophora |
|  |             |
|  | Polydesmida |
|  |             |

|  | Julida         |
|  |                |
|  | Spirobolida    |
|  |                |
|  | Spirostreptida |
|  |                |
|  | †Xyloiuloidea  |
|  |                |

|  | Nematophora |
|  |             |
|  | Polydesmida |
|  |             |

|  | Julida         |
|  |                |
|  | Spirobolida    |
|  |                |
|  | Spirostreptida |
|  |                |
|  | †Xyloiuloidea  |
|  |                |

|  | †Archidesmida   |
|  |                 |
|  | †Cowiedesmida   |
|  |                 |
|  | †Euphoberiida   |
|  |                 |
|  | †Palaeosomatida |
|  |                 |

|  | Nematophora |
|  |             |
|  | Polydesmida |
|  |             |

|  | Julida         |
|  |                |
|  | Spirobolida    |
|  |                |
|  | Spirostreptida |
|  |                |
|  | †Xyloiuloidea  |
|  |                |

|  | Nematophora |
|  |             |
|  | Polydesmida |
|  |             |

|  | Julida         |
|  |                |
|  | Spirobolida    |
|  |                |
|  | Spirostreptida |
|  |                |
|  | †Xyloiuloidea  |
|  |                |

|  | Nematophora |
|  |             |
|  | Polydesmida |
|  |             |

|  | Julida         |
|  |                |
|  | Spirobolida    |
|  |                |
|  | Spirostreptida |
|  |                |
|  | †Xyloiuloidea  |
|  |                |

|  | Nematophora |
|  |             |
|  | Polydesmida |
|  |             |

|  | Julida         |
|  |                |
|  | Spirobolida    |
|  |                |
|  | Spirostreptida |
|  |                |
|  | †Xyloiuloidea  |
|  |                |

|  | †Arthropleurida    |
|  |                    |
|  | †Eoarthropleurida  |
|  |                    |
|  | †Microdecemplicida |
|  |                    |

|  | †Archidesmida   |
|  |                 |
|  | †Cowiedesmida   |
|  |                 |
|  | †Euphoberiida   |
|  |                 |
|  | †Palaeosomatida |
|  |                 |

|  | Nematophora |
|  |             |
|  | Polydesmida |
|  |             |

|  | Julida         |
|  |                |
|  | Spirobolida    |
|  |                |
|  | Spirostreptida |
|  |                |
|  | †Xyloiuloidea  |
|  |                |

|  | Nematophora |
|  |             |
|  | Polydesmida |
|  |             |

|  | Julida         |
|  |                |
|  | Spirobolida    |
|  |                |
|  | Spirostreptida |
|  |                |
|  | †Xyloiuloidea  |
|  |                |

|  | Nematophora |
|  |             |
|  | Polydesmida |
|  |             |

|  | Julida         |
|  |                |
|  | Spirobolida    |
|  |                |
|  | Spirostreptida |
|  |                |
|  | †Xyloiuloidea  |
|  |                |

|  | Nematophora |
|  |             |
|  | Polydesmida |
|  |             |

|  | Julida         |
|  |                |
|  | Spirobolida    |
|  |                |
|  | Spirostreptida |
|  |                |
|  | †Xyloiuloidea  |
|  |                |

|  | †Archidesmida   |
|  |                 |
|  | †Cowiedesmida   |
|  |                 |
|  | †Euphoberiida   |
|  |                 |
|  | †Palaeosomatida |
|  |                 |

|  | Nematophora |
|  |             |
|  | Polydesmida |
|  |             |

|  | Julida         |
|  |                |
|  | Spirobolida    |
|  |                |
|  | Spirostreptida |
|  |                |
|  | †Xyloiuloidea  |
|  |                |

|  | Nematophora |
|  |             |
|  | Polydesmida |
|  |             |

|  | Julida         |
|  |                |
|  | Spirobolida    |
|  |                |
|  | Spirostreptida |
|  |                |
|  | †Xyloiuloidea  |
|  |                |

|  | Nematophora |
|  |             |
|  | Polydesmida |
|  |             |

|  | Julida         |
|  |                |
|  | Spirobolida    |
|  |                |
|  | Spirostreptida |
|  |                |
|  | †Xyloiuloidea  |
|  |                |

|  | Nematophora |
|  |             |
|  | Polydesmida |
|  |             |

|  | Julida         |
|  |                |
|  | Spirobolida    |
|  |                |
|  | Spirostreptida |
|  |                |
|  | †Xyloiuloidea  |
|  |                |

|  | †Archidesmida   |
|  |                 |
|  | †Cowiedesmida   |
|  |                 |
|  | †Euphoberiida   |
|  |                 |
|  | †Palaeosomatida |
|  |                 |

|  | Nematophora |
|  |             |
|  | Polydesmida |
|  |             |

|  | Julida         |
|  |                |
|  | Spirobolida    |
|  |                |
|  | Spirostreptida |
|  |                |
|  | †Xyloiuloidea  |
|  |                |

|  | Nematophora |
|  |             |
|  | Polydesmida |
|  |             |

|  | Julida         |
|  |                |
|  | Spirobolida    |
|  |                |
|  | Spirostreptida |
|  |                |
|  | †Xyloiuloidea  |
|  |                |

|  | Nematophora |
|  |             |
|  | Polydesmida |
|  |             |

|  | Julida         |
|  |                |
|  | Spirobolida    |
|  |                |
|  | Spirostreptida |
|  |                |
|  | †Xyloiuloidea  |
|  |                |

|  | Nematophora |
|  |             |
|  | Polydesmida |
|  |             |

|  | Julida         |
|  |                |
|  | Spirobolida    |
|  |                |
|  | Spirostreptida |
|  |                |
|  | †Xyloiuloidea  |
|  |                |

|  | †Archidesmida   |
|  |                 |
|  | †Cowiedesmida   |
|  |                 |
|  | †Euphoberiida   |
|  |                 |
|  | †Palaeosomatida |
|  |                 |

|  | Nematophora |
|  |             |
|  | Polydesmida |
|  |             |

|  | Julida         |
|  |                |
|  | Spirobolida    |
|  |                |
|  | Spirostreptida |
|  |                |
|  | †Xyloiuloidea  |
|  |                |

|  | Nematophora |
|  |             |
|  | Polydesmida |
|  |             |

|  | Julida         |
|  |                |
|  | Spirobolida    |
|  |                |
|  | Spirostreptida |
|  |                |
|  | †Xyloiuloidea  |
|  |                |

|  | Nematophora |
|  |             |
|  | Polydesmida |
|  |             |

|  | Julida         |
|  |                |
|  | Spirobolida    |
|  |                |
|  | Spirostreptida |
|  |                |
|  | †Xyloiuloidea  |
|  |                |

|  | Nematophora |
|  |             |
|  | Polydesmida |
|  |             |

|  | Julida         |
|  |                |
|  | Spirobolida    |
|  |                |
|  | Spirostreptida |
|  |                |
|  | †Xyloiuloidea  |
|  |                |

|  | †Arthropleurida    |
|  |                    |
|  | †Eoarthropleurida  |
|  |                    |
|  | †Microdecemplicida |
|  |                    |

|  | †Archidesmida   |
|  |                 |
|  | †Cowiedesmida   |
|  |                 |
|  | †Euphoberiida   |
|  |                 |
|  | †Palaeosomatida |
|  |                 |

|  | Nematophora |
|  |             |
|  | Polydesmida |
|  |             |

|  | Julida         |
|  |                |
|  | Spirobolida    |
|  |                |
|  | Spirostreptida |
|  |                |
|  | †Xyloiuloidea  |
|  |                |

|  | Nematophora |
|  |             |
|  | Polydesmida |
|  |             |

|  | Julida         |
|  |                |
|  | Spirobolida    |
|  |                |
|  | Spirostreptida |
|  |                |
|  | †Xyloiuloidea  |
|  |                |

|  | Nematophora |
|  |             |
|  | Polydesmida |
|  |             |

|  | Julida         |
|  |                |
|  | Spirobolida    |
|  |                |
|  | Spirostreptida |
|  |                |
|  | †Xyloiuloidea  |
|  |                |

|  | Nematophora |
|  |             |
|  | Polydesmida |
|  |             |

|  | Julida         |
|  |                |
|  | Spirobolida    |
|  |                |
|  | Spirostreptida |
|  |                |
|  | †Xyloiuloidea  |
|  |                |

|  | †Archidesmida   |
|  |                 |
|  | †Cowiedesmida   |
|  |                 |
|  | †Euphoberiida   |
|  |                 |
|  | †Palaeosomatida |
|  |                 |

|  | Nematophora |
|  |             |
|  | Polydesmida |
|  |             |

|  | Julida         |
|  |                |
|  | Spirobolida    |
|  |                |
|  | Spirostreptida |
|  |                |
|  | †Xyloiuloidea  |
|  |                |

|  | Nematophora |
|  |             |
|  | Polydesmida |
|  |             |

|  | Julida         |
|  |                |
|  | Spirobolida    |
|  |                |
|  | Spirostreptida |
|  |                |
|  | †Xyloiuloidea  |
|  |                |

|  | Nematophora |
|  |             |
|  | Polydesmida |
|  |             |

|  | Julida         |
|  |                |
|  | Spirobolida    |
|  |                |
|  | Spirostreptida |
|  |                |
|  | †Xyloiuloidea  |
|  |                |

|  | Nematophora |
|  |             |
|  | Polydesmida |
|  |             |

|  | Julida         |
|  |                |
|  | Spirobolida    |
|  |                |
|  | Spirostreptida |
|  |                |
|  | †Xyloiuloidea  |
|  |                |

|  | †Archidesmida   |
|  |                 |
|  | †Cowiedesmida   |
|  |                 |
|  | †Euphoberiida   |
|  |                 |
|  | †Palaeosomatida |
|  |                 |

|  | Nematophora |
|  |             |
|  | Polydesmida |
|  |             |

|  | Julida         |
|  |                |
|  | Spirobolida    |
|  |                |
|  | Spirostreptida |
|  |                |
|  | †Xyloiuloidea  |
|  |                |

|  | Nematophora |
|  |             |
|  | Polydesmida |
|  |             |

|  | Julida         |
|  |                |
|  | Spirobolida    |
|  |                |
|  | Spirostreptida |
|  |                |
|  | †Xyloiuloidea  |
|  |                |

|  | Nematophora |
|  |             |
|  | Polydesmida |
|  |             |

|  | Julida         |
|  |                |
|  | Spirobolida    |
|  |                |
|  | Spirostreptida |
|  |                |
|  | †Xyloiuloidea  |
|  |                |

|  | Nematophora |
|  |             |
|  | Polydesmida |
|  |             |

|  | Julida         |
|  |                |
|  | Spirobolida    |
|  |                |
|  | Spirostreptida |
|  |                |
|  | †Xyloiuloidea  |
|  |                |

|  | †Archidesmida   |
|  |                 |
|  | †Cowiedesmida   |
|  |                 |
|  | †Euphoberiida   |
|  |                 |
|  | †Palaeosomatida |
|  |                 |

|  | Nematophora |
|  |             |
|  | Polydesmida |
|  |             |

|  | Julida         |
|  |                |
|  | Spirobolida    |
|  |                |
|  | Spirostreptida |
|  |                |
|  | †Xyloiuloidea  |
|  |                |

|  | Nematophora |
|  |             |
|  | Polydesmida |
|  |             |

|  | Julida         |
|  |                |
|  | Spirobolida    |
|  |                |
|  | Spirostreptida |
|  |                |
|  | †Xyloiuloidea  |
|  |                |

|  | Nematophora |
|  |             |
|  | Polydesmida |
|  |             |

|  | Julida         |
|  |                |
|  | Spirobolida    |
|  |                |
|  | Spirostreptida |
|  |                |
|  | †Xyloiuloidea  |
|  |                |

|  | Nematophora |
|  |             |
|  | Polydesmida |
|  |             |

|  | Julida         |
|  |                |
|  | Spirobolida    |
|  |                |
|  | Spirostreptida |
|  |                |
|  | †Xyloiuloidea  |
|  |                |

|  | †Arthropleurida    |
|  |                    |
|  | †Eoarthropleurida  |
|  |                    |
|  | †Microdecemplicida |
|  |                    |

|  | †Archidesmida   |
|  |                 |
|  | †Cowiedesmida   |
|  |                 |
|  | †Euphoberiida   |
|  |                 |
|  | †Palaeosomatida |
|  |                 |

|  | Nematophora |
|  |             |
|  | Polydesmida |
|  |             |

|  | Julida         |
|  |                |
|  | Spirobolida    |
|  |                |
|  | Spirostreptida |
|  |                |
|  | †Xyloiuloidea  |
|  |                |

|  | Nematophora |
|  |             |
|  | Polydesmida |
|  |             |

|  | Julida         |
|  |                |
|  | Spirobolida    |
|  |                |
|  | Spirostreptida |
|  |                |
|  | †Xyloiuloidea  |
|  |                |

|  | Nematophora |
|  |             |
|  | Polydesmida |
|  |             |

|  | Julida         |
|  |                |
|  | Spirobolida    |
|  |                |
|  | Spirostreptida |
|  |                |
|  | †Xyloiuloidea  |
|  |                |

|  | Nematophora |
|  |             |
|  | Polydesmida |
|  |             |

|  | Julida         |
|  |                |
|  | Spirobolida    |
|  |                |
|  | Spirostreptida |
|  |                |
|  | †Xyloiuloidea  |
|  |                |

|  | †Archidesmida   |
|  |                 |
|  | †Cowiedesmida   |
|  |                 |
|  | †Euphoberiida   |
|  |                 |
|  | †Palaeosomatida |
|  |                 |

|  | Nematophora |
|  |             |
|  | Polydesmida |
|  |             |

|  | Julida         |
|  |                |
|  | Spirobolida    |
|  |                |
|  | Spirostreptida |
|  |                |
|  | †Xyloiuloidea  |
|  |                |

|  | Nematophora |
|  |             |
|  | Polydesmida |
|  |             |

|  | Julida         |
|  |                |
|  | Spirobolida    |
|  |                |
|  | Spirostreptida |
|  |                |
|  | †Xyloiuloidea  |
|  |                |

|  | Nematophora |
|  |             |
|  | Polydesmida |
|  |             |

|  | Julida         |
|  |                |
|  | Spirobolida    |
|  |                |
|  | Spirostreptida |
|  |                |
|  | †Xyloiuloidea  |
|  |                |

|  | Nematophora |
|  |             |
|  | Polydesmida |
|  |             |

|  | Julida         |
|  |                |
|  | Spirobolida    |
|  |                |
|  | Spirostreptida |
|  |                |
|  | †Xyloiuloidea  |
|  |                |

|  | †Archidesmida   |
|  |                 |
|  | †Cowiedesmida   |
|  |                 |
|  | †Euphoberiida   |
|  |                 |
|  | †Palaeosomatida |
|  |                 |

|  | Nematophora |
|  |             |
|  | Polydesmida |
|  |             |

|  | Julida         |
|  |                |
|  | Spirobolida    |
|  |                |
|  | Spirostreptida |
|  |                |
|  | †Xyloiuloidea  |
|  |                |

|  | Nematophora |
|  |             |
|  | Polydesmida |
|  |             |

|  | Julida         |
|  |                |
|  | Spirobolida    |
|  |                |
|  | Spirostreptida |
|  |                |
|  | †Xyloiuloidea  |
|  |                |

|  | Nematophora |
|  |             |
|  | Polydesmida |
|  |             |

|  | Julida         |
|  |                |
|  | Spirobolida    |
|  |                |
|  | Spirostreptida |
|  |                |
|  | †Xyloiuloidea  |
|  |                |

|  | Nematophora |
|  |             |
|  | Polydesmida |
|  |             |

|  | Julida         |
|  |                |
|  | Spirobolida    |
|  |                |
|  | Spirostreptida |
|  |                |
|  | †Xyloiuloidea  |
|  |                |

|  | †Archidesmida   |
|  |                 |
|  | †Cowiedesmida   |
|  |                 |
|  | †Euphoberiida   |
|  |                 |
|  | †Palaeosomatida |
|  |                 |

|  | Nematophora |
|  |             |
|  | Polydesmida |
|  |             |

|  | Julida         |
|  |                |
|  | Spirobolida    |
|  |                |
|  | Spirostreptida |
|  |                |
|  | †Xyloiuloidea  |
|  |                |

|  | Nematophora |
|  |             |
|  | Polydesmida |
|  |             |

|  | Julida         |
|  |                |
|  | Spirobolida    |
|  |                |
|  | Spirostreptida |
|  |                |
|  | †Xyloiuloidea  |
|  |                |

|  | Nematophora |
|  |             |
|  | Polydesmida |
|  |             |

|  | Julida         |
|  |                |
|  | Spirobolida    |
|  |                |
|  | Spirostreptida |
|  |                |
|  | †Xyloiuloidea  |
|  |                |

|  | Nematophora |
|  |             |
|  | Polydesmida |
|  |             |

|  | Julida         |
|  |                |
|  | Spirobolida    |
|  |                |
|  | Spirostreptida |
|  |                |
|  | †Xyloiuloidea  |
|  |                |

### Relação com outros miriápodes

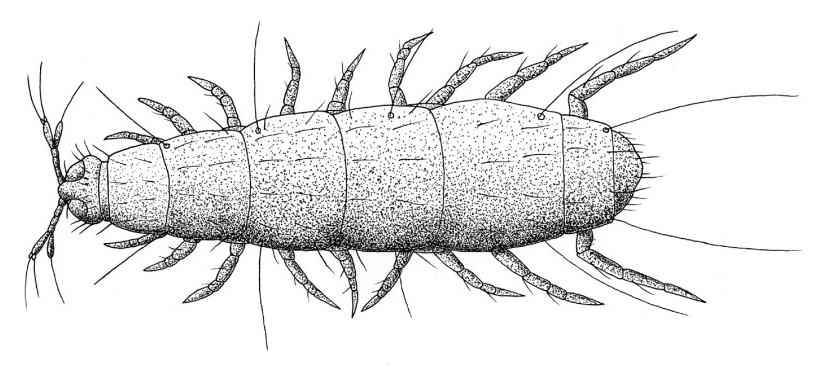
Acredita-se que os paurópodes sejam os parentes mais próximos dos milípedes

Diplopoda situa-se como uma classe pertencente ao subfilo Myriapoda (miriápodes) dos artrópodes, que também inclui as centopeias (classe Chilopoda) e os menos conhecidos paurópodes (classe Pauropoda) e sínfilos (classe Symphyla). Embora as relações filogenéticas com as outras ordens de miriápodes ainda sejam debatidas, o conjunto de ordens na classe Diplopoda é considerado consensualmente como um grupo monofilético, significando que todos diplópodes estão mais relacionados entre si do que com qualquer outro artrópode existente. Dentro dos miriápodes, considera-se desde há algum tempo que os parentes mais próximos, ou o grupo irmão, dos diplópodes sejam os paurópodes, por conta de apresentarem um collum e diplossegmentos.
Apesar de parecerem superficialmente semelhantes, é fundamental saber distinguir dentre os diferentes grupos de miriápodes, particularmente dentre os diplópodes e miriápodes. Apesar de ambos grupos de miriápodes apresentarem corpos multissegmentados, muitas pernas, um único par de antenas (com órgãos de Tömösváry), apresentam também evidentes diferenças evolutivas e de história natural. O antepassado comum mais recente entre centopeias e gongolos provavelmente viveu por volta de 450 a 475 milhões de anos atrás. Já na cabeça dos animais ficam evidentes diferenças claras: gongolos têm antenas curtas e dobradas, formando uma junta ou cotovelo para examinarem o solo, um par de mandíbulas robustas, e um único par de maxilas fundidas formando um lábio; já centopeias apresentam antenas mais compridas sem uma junta em forma de cotovelo, um par de mandíbulas acompanhada de dois pares de maxilas e mais acompanhada de um par de grandes ferrões venenosos. Enquanto gongolos apresentam pernas relativamente curtas, muito numerosas e juntas, caminham devagar e em uma linha bem determinada; já as centopeias apresentam o corpo mais flexível, com pernas mais longas e menos densamente agrupadas, serpenteando na medida em que empreendem uma marcha veloz.

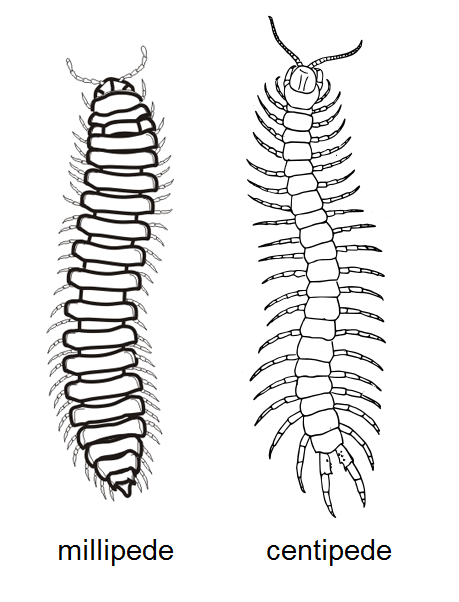
Representantes característicos dos diplópodes (gongolos) e quilópodes (centopeias). Não necessariamente desenhados em escala proporcional.

| Característica           | Milípedes                                                                                 | Centípedes                                                                                        |
| ------------------------ | ----------------------------------------------------------------------------------------- | ------------------------------------------------------------------------------------------------- |
| Pernas                   | Dois pares na maioria dos segmentos; unidas à parte lateral do corpo                      | Um par por segmento corporal; unidas às laterais do corpo; o último par estende-se para trás      |
| Locomoção                | Geralmente adaptados para enterrarem-se ou habitar em pequenas buracos; movimentos lentos | Geralmente adaptados para correr, excepto os Geophilomorpha (centípedes do solo), que se enterram |
| Alimentação              | Principalmente detritívoros, alguns herbívoros, poucos carnivoros; sem veneno             | Principalmente carnivoros com garras modificadas como se fossem caninos e com veneno              |
| Espiráculos              | Na parte inferior do corpo                                                                | Nas laterais ou na parte superior do corpo                                                        |
| Orifícios reprodutores   | Terceiro segmento corporal                                                                | Último segmento corporal                                                                          |
| Comportamento reprodutor | Os machos geralmente inserem espermatóforos nas fêmeas com gonóporos                      | Os machos produzem espermatóforos que normalmente são recolhidos pelas fêmeas                     |

## Anatomia

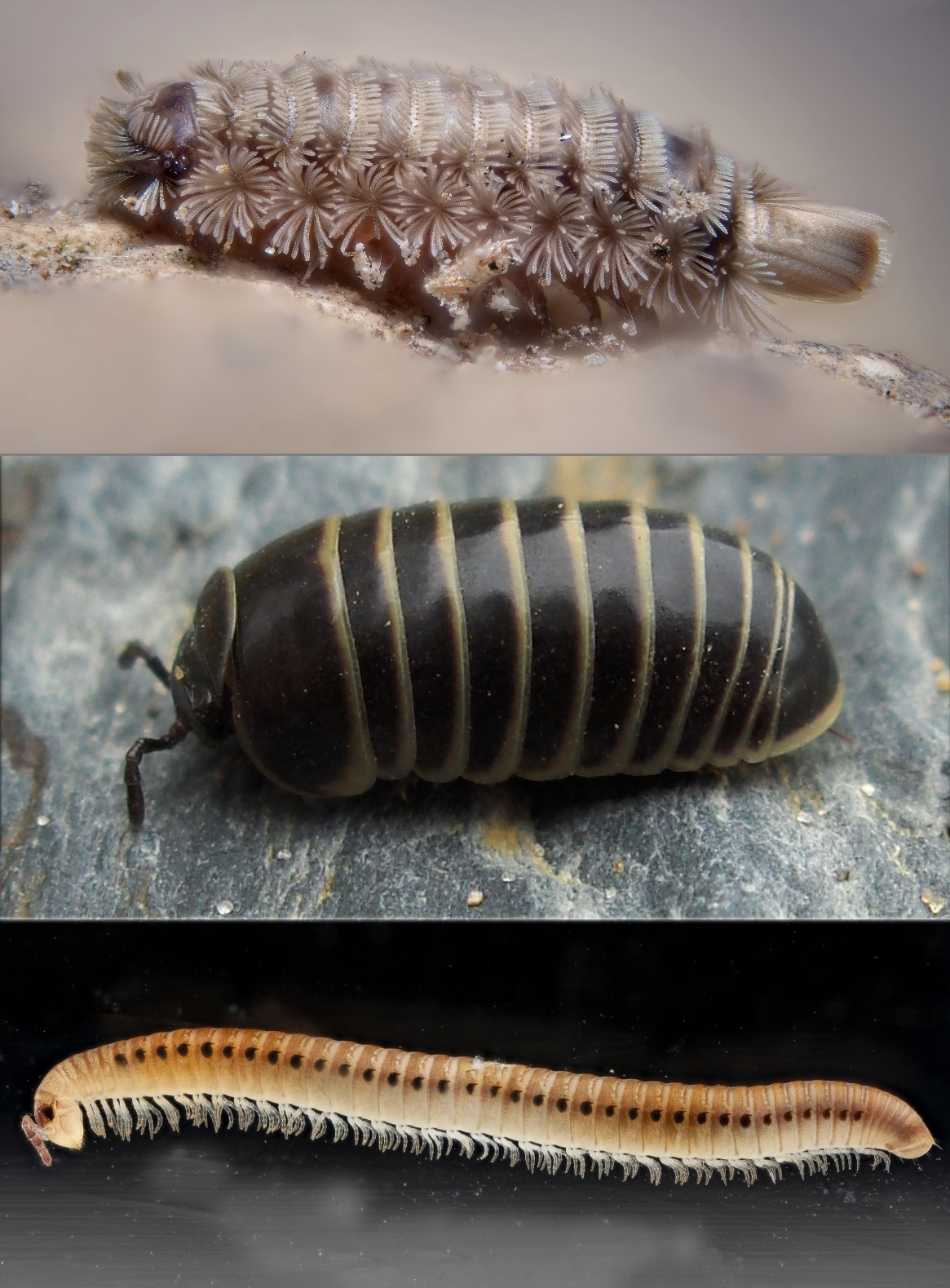
Tipos corporais representativos dos Penicillata (acima), Pentazonia (no meio) e Helminthomorpha (abaixo)

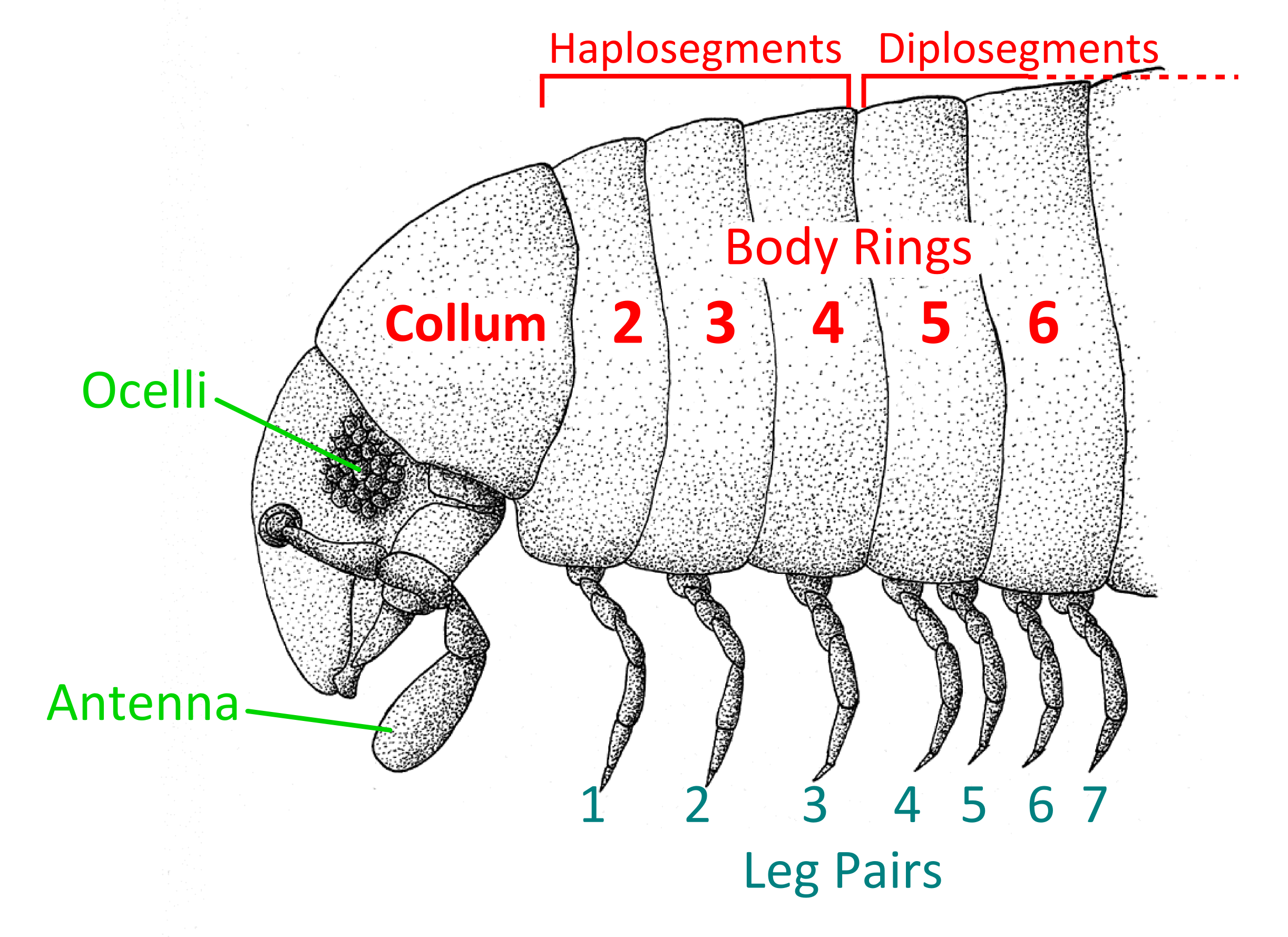
Anatomia anterior de um milípede helmintomorfo generalizado

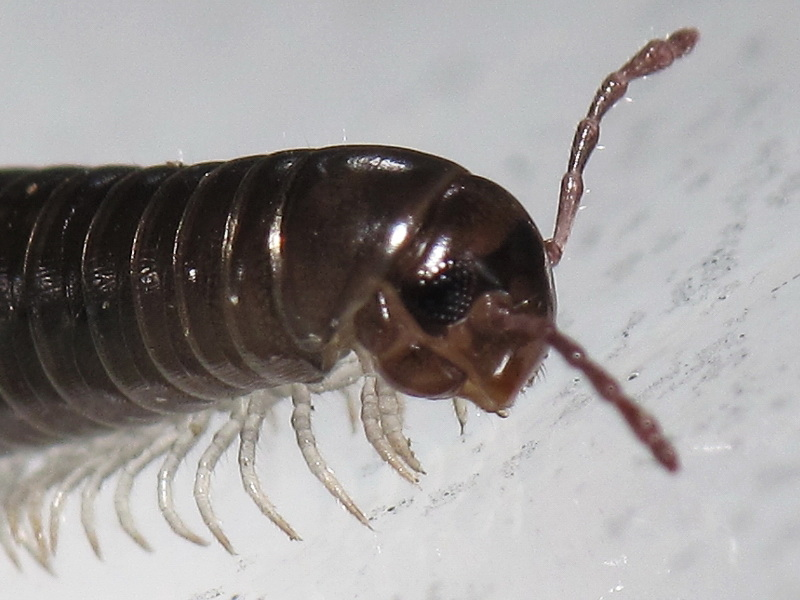
Detalhe da cabeça dum diplópode, em Santiago de Compostela

Diplópodes, como os demais miriápodes, são animais com o corpo dividido em duas partes (ou tagmas): cabeça e tronco. A cabeça sendo discretamente destacada do resto do corpo, e o tronco sendo alongado e recoberto dorsalmente com uma carapaça abaulada e ventralmente albergando uma grande quantidade de pernas -- a principal característica pela qual estes animais são reconhecidos. 
Estes animais variam consideravelmente em formas e tamanhos corporais, podendo apresentar entre 11 e >300 segmentos corporais. Os menores diplópodes medem 2 mm enquanto que as maiores espécies modernas passam dos 30 cm, a exemplo do gongolo gigante africano (Archispirostreptus gigas) apresenta comprimento máximo entre 27 e 38 cm.  Em sua coloração, são geralmente pretos ou castanhos, embora existam espécies com cores mais marcantes, incluindo até com cores aposemáticas como aviso de que secretam substâncias tóxicas. Por exemplo, as espécies de Motyxia emitem cianetos como defesa química e são bioluminescentes.
A estrutura corporal pode variar bastante entre os principais grupos. Na subclasse basal de pequenos gongolos Penicillata , o exoesqueleto é relativamente mole e pouco esclerotisado, mostrando-se recoberto com pelos ou setas proeminentes. Os demais milípedes pertencem à subclasse dos Chilognatha, que têm exoesqueletos bastante endurecidos. Nas infraclasses Pentazonia predominam espécies com corpos relativamente curtos como os Oniscomorpha e os Helminthomorpha, que englobam a grande maioria das espécies, têm corpos compridos com muitos segmentos.

### Cabeça
A cabeça dos milípedes é tipicamente arredondada por cima e aplanada por baixo, portando anteriormente um par de antenas dobradas, com sete ou oito segmentos com cones sensoriais nas extremidades, um par de olhos compostos, e um par de grandes mandíbulas na frente duma estrutura em forma de placa chamada de gnatoquilário (ou o "lábio da mandíbula"). Muitas ordens apresentam, próximos à base das antenas, órgãos sensoriais em forma de anéis ovais chamados de órgãos de Tömösváry, que também estão presentes em algumas centopeias, possivelmente usados para medir os níveis de humidade ou luz ou mesmo vibrações no ambiente. Vale detalhar que os olhos consistem de vários ocelos com lentes planas simples, dispostas em grupo ou mancha (i.e. não formando autênticos olhos compostos), em cada lado da cabeça, que podem ser chamados de campos oculares ou ocelários. Muitas espécies, incluindo toda a ordem Polydesmida e certos espécies habitantes de tocas subterrâneas, como em Causeyella e Trichopetalum, não apresentam olhos, sendo cegos.

### Tronco

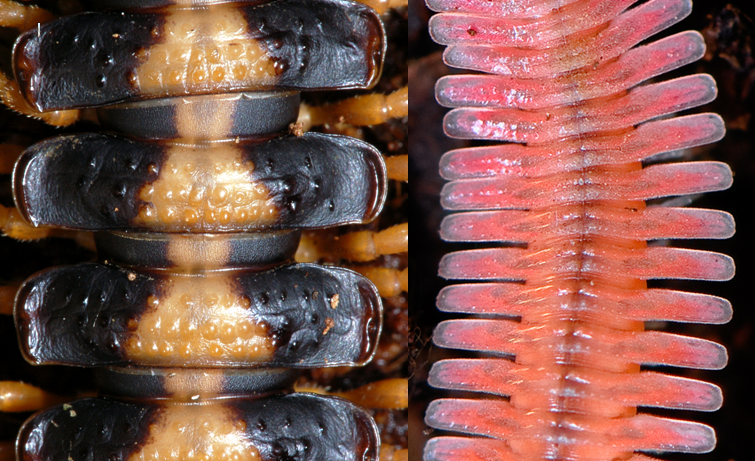
Comparação (sem escala) das expansões laterais do noto (paranoto) em polidésmidos (esquerda) e platidésmidos (direita)

Os troncos dos diplópodes podem ser um pouco aplanados ou fortemente cilíndricos, sendo formado por numerosos segmentos metaméricos, cada um recoberto por um exoesqueleto formado por cinco placas quitinosas, que são: uma única placa dorsal (o tergito), uma em cada lado (pleuritos), e uma na parte ventral (esternito) donde se unem as pernas. Em muitos diplópodes, estas placas estão fundidas em vários níveis, formando por vezes um único anel cilíndrico contínuo. Na maioria das espécies, estas placas do exoesqueleto são endurecidas, uma vez que estão impregnadas com sais de cálcio. Com raras exceções que habitam desertos, todos carecem de uma cutícula cerosa e seus espiráculos não se fecham, e assim estão susceptíveis à rápida perda de água e precisam passar a maior parte do tempo em ambientes húmidos.
O primeiro segmento atrás da cabeça não tem pernas e denomina-se de colum (colo ou pescoço). O segundo, terceiro e quarto segmentos do corpo comportam um único par de pernas e denominam-se assim de "haplossegmentos" (alguns autores ainda referem-se a estes três haplossegmentos como "tórax"), em oposição aos segmentos restantes (do quinto em diante) que denominam-se "diplossegmentos" (significando segmentos duplos), formados pela fusão de dois segmentos embrionais. Como resultado da fusão, cada diplossegmento comporta dois pares de pernas, que caracterizam esta classe de miriápodes. (Note-se que os termos "segmento" ou "anel corporal" utilizam-se amiúdo indistintamente, para referir-se tanto a haplossegmentos como a diplossegmentos.) 
Em alguns diplópodes, os últimos segmentos não apresentam pernas; o último segmento denomina-se télson e consiste de um anel pré-anal sem pernas, um par de válvulas anais (placas que se podem fechar ao redor do ânus), e uma pequena escama debaixo do ânus.
Vale notar que os diplópodes de várias ordens têm extensões laterais da parede corporal em forma de quilhas, conhecidas por paranotos, que podem variar em forma, tamanho e textura, por exemplo, incluindo lobos, papilas, cristas, espinhas e amossegas. Tais paranotos permitem aos diplópodes incrustarem-se com maior segurança dentro de fendas, protegendo as pernas, fazendo com que sejam mais difíceis de serem acessados e devorados pelos predadores.
As pernas partem da parte inferior do corpo e são constituídas por sete segmentos, sendo bem unidas. Geralmente são bastante parecidas entre si em uma mesma espécie, embora costumem ser mais compridas em machos do que em fêmeas; os machos dalgumas espécies podem ter seu primeiro par de pernas reduzido ou alongado, o que tem a ver com a reprodução, conforme discutido mais adiante (p.ex. transformação em gonóporos). Apesar do nome popular remeter a mil-pés, as espécies de diplópodes mais comuns têm entre 34 e 189 pares de pernas; a única espécie conhecida que chega na casa das mil pernas é Eumillipes persephone, com 330 segmentos que geram 653 pares de pernas (totalizando 1.306 pernas) -- mais do que qualquer outra criatura conhecida. Outra espécie que se destaca,e que carregava este recorde anterioremente, é Illacme plenipes, em que alguns indivíduos atingem 750 pernas.

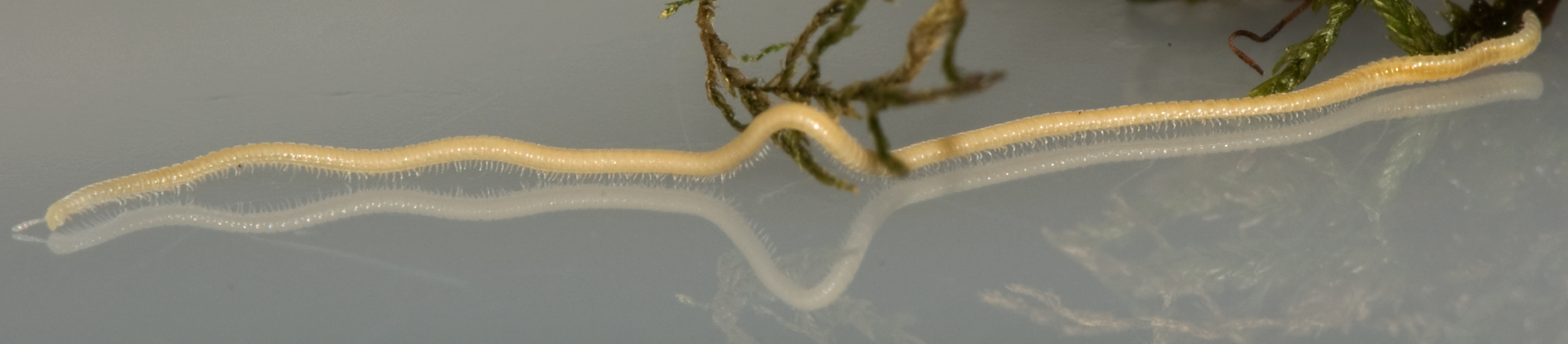
Fêmea de Illacme plenipes com 618 pernas (ou seja, 309 pares)

### Órgãos internos
Os milípedes respiram por dois pares de espiráculos localizados ventralmente em cada segmento perto da base das pernas. Cada abertura concede passagem a uma cavidade interna que pode armazenar oxigénio e conecta com um sistema traqueal. O coração estende-se por todo o comprimento do corpo, com uma aorta que se estende até à cabeça. Os órgãos excretores são dois pares de túbulos malpighianos, localizados perto da parte do meio do trato digestivo. O trato digestivo consiste num simples tubo com dois pares de glândulas salivares que ajudam a digerir a comida.

## Reprodução e desenvolvimento
A reprodução na maioria das espécies é levada a cabo por transferência de pacotes de esperma às fêmeas, que se realiza por meio de pernas modificadas do macho chamadas gonóporos.
Os diplópodes apresentam diversos estilos de acasalamento e estruturas. Na ordem basal dos Polyxenida o acasalamento é indirecto: os machos depositam espermatóforos em redes que segregam com algumas glándulas especiais, e os espermatóforos são depois recolhidos pelas fêmeas. Noutros grupos de diplópodes, os machos possuem um ou dois pares de pernas modificadas chamadas gonóporos, que utilizam para transferir o esperma à fêmea durante a cópula. A localização dos gonóporos difere entre os grupos: nos machos de Pentazonia situam-se na parte posterior do corpo e denominam-se telópodes, e podem também servir para agarrar as fêmeas, enquanto que nos Helminthomorpha (que compreendem a grande maioria das espécies) estão situados no sétimo segmento corporal. Algumas espécies são partenogenéticas, e possuem poucos ou nenhum macho.
Os gonóporos podem ter diferentes formas e tamanhos, e em aspecto podem variar tanto que as pernas locomotoras, por se tratarem de estruturas tão complexas, acabam por ser completamente diferentes das pernas a que estamos habituados. Em alguns grupos, os gonóporos mantêm-se retraídos dentro do corpo; noutros projectam-se para a frente em paralelo ao corpo. A morfologia dos gonóporos é a forma predominante de determinar a espécie entre os milípedes: as estruturas podem divergir grandemente entre espécies que estão intimamente relacionadas, por outro lado podem divergir muito pouco dentro duma única espécie. Os gonóporos desenvolvem-se gradualmente a partir de pernas locomotoras ao longo das sucessivas mudas (ecdises) até à maturação reprodutora.

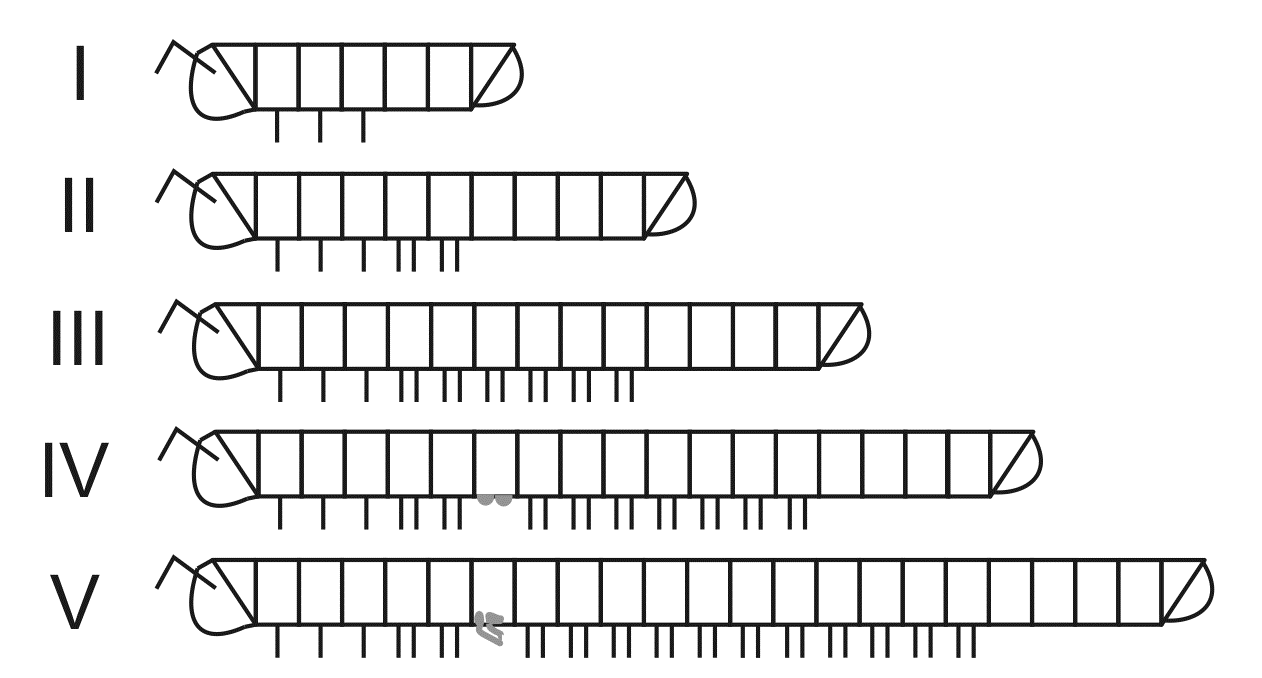
Estádios do crescimento de Nemasoma (Nemasomatidae), que atinge a capacidade reprodutiva no estádio V

Os orifícios genitais (gonóporos) de ambos os sexos estão localizados na parte lateral do terceiro segmento corporal (perto do segundo par de pernas) e podem estar acompanhados no macho por um ou dois pénis, que depositam os pacotes de esperma nos gonóporos. Na fêmea, os poros genitais abrem-se em pequenos sacos pares chamados cifópodes ou vulvas, que estão cobertos por pequenas tampas em forma de capacete, e são utilizados para armazenar o esperma após a cópula. A morfologia dos cifópodes pode também ser utilizada para identificar as espécies. Os espermatozoides dos milípedes carecem de flagelos, uma característica exclusiva destes animais dentro dos miriápodes.
Em todos excepto nos Polyxenida, a copulação ocorre quando os dois indivíduos se põem um de frente para o outro. A copulação pode ser precedida por determinados comportamentos do macho, como golpear com as antenas, correr ao longo do dorso da fêmea, oferecer secreções glandulares comestíveis, ou, no caso dos Oniscomorpha, a estridulação. Durante a cópula na maioria dos diplópodes, o macho situa o seu sétimo segmento em frente do terceiro segmento da fêmea, e insere os seus gonóporos para fazer sair as vulvas, antes de dobrar o seu corpo para depositar o esperma nos seus gonóporos e reinserir os gonóporos "carregados" no corpo da fêmea.
As fêmeas põem entre 10 a 300 ovos de cada vez, dependendo da espécie, fertilizando-os, no momento em que os põem, com o esperma que armazenaram. Muitas espécies depositam os ovos sobre o solo húmido ou detritos orgânicos, mas outras constroem ninhos forrados com fezes secas, e podem proteger os ovos em casulos de seda. Na maioria das espécies, a fêmea abandona os ovos depois de os pôr, mas algumas espécies das ordens Platydesmida e Stemmiulida cuidam dos ovos e das suas ninhadas.
As ninhadas eclodem em poucas semanas, e têm tão-somente três pares de pernas, seguidas de até quatro segmentos sem pernas. À medida que crescem, mudam sucessivamente, acrescentando mais segmentos e pernas em cada muda. Algumas espécies mudam em câmaras especialmente preparadas, no solo ou de seda, e podem também refugiar-se nelas durante o tempo chuvoso, e a maioria das espécies come o exoesqueleto velho descartado após a muda. A fase adulta, quando os indivíduos atingem a capacidade reprodutiva, é geralmente alcançada no estádio da muda final, o qual varia entre espécies e ordens, embora algumas espécies continuem as mudas depois de se tornarem adultas. Para além disso, algumas espécies alternam entre estádios reprodutores e não reprodutores depois da maturação, um fenómeno chamado periodomorfose, no qual as estruturas reprodutoras sofrem regressão durante os estádios não reprodutores. Os milípedes podem viver entre um e dez anos, dependendo da espécie.

## Ecologia

### Habitate distribuição
Os milípedes vivem em todos os continentes exceto na Antártida e ocupam quase todos os habitats terrestres, desde o Círculo Polar Ártico na Islândia, Noruega e Rússia, até ao sul na Província de Santa Cruz, Argentina. Normalmente habitam os solos florestais, nos quais vivem sob as camadas de folhas caídas, em madeira podre ou no solo, com predilecção por condições húmidas. É um animal bastante comum nos pátios de compostagem de resíduos orgânicos, sendo um dos organismos responsáveis pela transformação desses materiais em adubo orgânico. Em zonas moderadas, os milípedes são mais abundantes nas florestas caducas húmidas, e podem atingir densidades de 1 000 indivíduos por metro quadrado. Outros habitats são as florestas de coníferas, desertos, covas e ecossistemas alpinos. Algumas espécies podem sobreviver às inundações de água doce e viver submersos debaixo de água por cerca de 11 meses. Algumas espécies vivem perto da costa marítima e podem sobreviver em condições parcialmente salinas.

### Hábitos de escavação
Os diplossegmentos dos milípedes evoluíram em conjunção com os seus hábitos de escavação, e quase todos os milípedes adoptam um estilo de vida essencialmente subterrâneo. Usam três métodos principais de soterramento: escavar, acunhar-se e perfurar. Os das ordens Julida, Spirobolida e Spirostreptida baixam as cabeças e metem-se à força no seu substrato, e o collum é a porção do seu exoesqueleto que colocam primeiro. Os milípedes de dorso aplanado da ordem Polydesmida tendem a inserir o seu extremo dianteiro, como uma cunha, numa fenda horizontal, e depois ensancham a fenda empurrando para a frente com as pernas; os seus paranotos neste exemplo constituem a principal superfície de elevação. A técnica de perfuração é utilizada pelos membros da ordem Polyzoniida, que têm segmentos menores na parte dianteira e cada vez mais compridos na extremidade traseira; propulsionam-se para diante nas fendas com as pernas, e o corpo com forma de cunha ensancha o oco à medida que avançam. Alguns milípedes adoptaram um estilo de vida sobre a superfície do chão, pelo que perderam os seus hábitos de soterrar-se. Isto pode dever-se ao facto de que são demasiado pequenos para fazer força suficiente para escavar e soterrar-se ou porque são demasiado grandes para fazer o esforço valer-lhes a pena, ou nalguns casos porque se movem relativamente rápido (para um milípede) e são predadores activos.

### Dieta
A maioria dos diplópodes são detritívoros, com movimentos muito lentos, que comem folhas podres caídas e outras matérias vegetais. Alguns comem fungos ou sugam fluidos de plantas, e uma pequena minoria são predadores. A maioria dos milípedes são detritívoros e alimentam-se de vegetação em decomposição, fezes ou matéria orgânica misturada com o solo. Desempenham um importante papel na degradação e decomposição das folhas caídas: estima-se que a taxa de consumo duma espécie qualquer varie de 1 a 11% de todas as folhas caídas, dependendo da espécie e da região, e em conjunto os milípedes podem consumir quase todas as folhas caídas duma região. As folhas caídas são fragmentadas no tubo digestivo dos milípedes e excretadas na forma de bolinhas de fragmentos de folhas, algas, fungos e bactérias, o que facilita a decomposição pelos micro-organismos.  Nos chãos das florestas tropicais onde as populações de minhocas são baixas, os milípedes desempenham um importante papel ao facilitarem a decomposição microbiana das folhas. Alguns milípedes são herbívoros, alimentando-se de plantas vivas, e certas espécies podem ser graves pragas para a agricultura nalguns países. Os milípedes da ordem Polyxenida comem algas das crostas das árvores e as Platydesmida alimentam-se de fungos. Algumas espécies são omnívoras ou ocasionalmente carnívoras, alimentando-se de insectos, centípedes, minhocas ou caracóis. Algumas espécies têm peças bucais perfuradoras com as quais podem sugar o sumo das plantas.

### Predadores e parasitas
Os milípedes são predados por uma ampla variedade de animais, incluindo vários répteis, anfíbios, aves, mamíferos e insectos. Os predadores mamíferos como os quatis e suricatas fazem rolá-los pelo chão e capturam milípedes para que libertem as suas secreções defensivas e esfregam as ditas secreções antes de comê-los; acredita-se que algumas rãs dendrobátidas incorporam os compostos tóxicos dos milípedes para a sua própria defesa. Vários invertebrados têm comportamentos especializados ou estruturas para alimentar-se de milípedes, entre eles larvas de escaravelhos Phengodidae, as formigas Probolomyrmex, as lesmas Chlamydephorus e os escaravelhos Sceliages e Deltochilum. Uma grande subfamília de Reduviidae, a Ectrichodiinae, com cerca de 600 espécies, especializou-se na predação de milípedes. Entre os parasitas dos milípedes existem os nematódeos, moscas feomíidas e acantocéfalos.

### Mecanismos de defesa

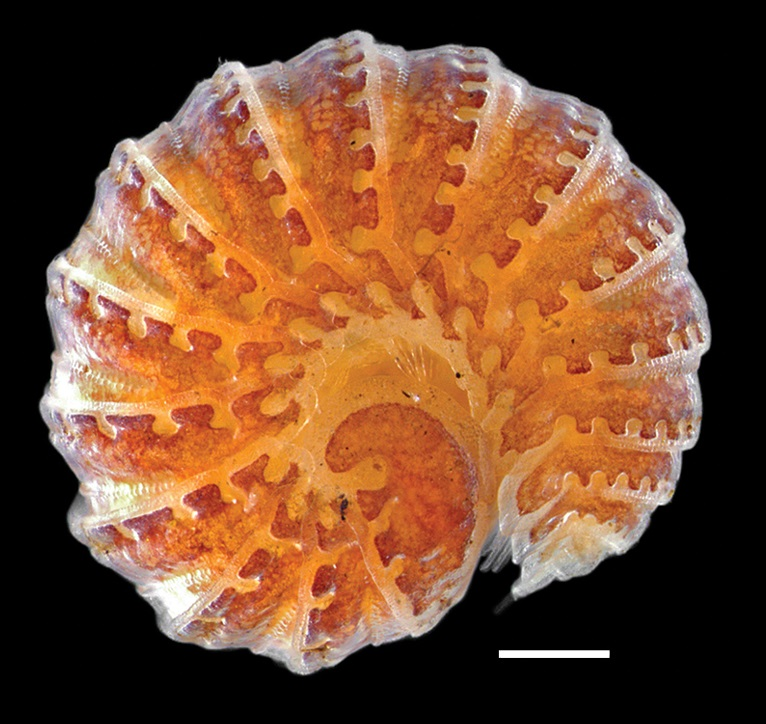
Ammodesmus nimba da Guiné, África ocidental, enroscado em posição defensiva

Por não terem grande velocidade e pela sua incapacidade de morder ou picar, o principal mecanismo de defesa dos milípedes é enroscar-se formando uma espiral apertada, projectando o mais possível as suas delicadas pernas para dentro do seu exoesqueleto encouraçado.
A maioria defende-se segregando diversos compostos químicos através de poros que têm pelo corpo, embora os pequenos Polyxenida estejam munidos de penachos de cerdas que se desprendem. Muitas espécies também emitem como defesa secundária várias secreções líquidas de mau cheiro através de poros microscópicos chamados ozóporos (que são as aberturas das suas glándulas "odoríferas" ou "repugnatórias"), situados nas partes laterais dos seus corpos. Entre os muitos compostos químicos irritantes ou tóxicos que se encontraram nestas secreções estão alcaloides, benzoquinonas, fenóis, terpenoides e cianeto de hidrogénio. Algumas destas substâncias são cáusticas e podem queimar o exoesqueleto das formigas e outros insectos predadores, e a pele e olhos de predadores de maior porte. Podem ser vistos primatas como os macacos-pregos (Cebinae) e lémures a irritar intencionalmente os milípedes para esfregar as suas secreções químicas sobre o seu corpo com a intenção de repelir os mosquitos. Alguns destes compostos defensivos também apresentam uma actividade antifúngica.
Os milípedes da ordem Polyxenida não possuem exoesqueleto encouraçado nem glándulas odoríferas, estando, por sua vez, cobertos por numerosos pelos ou sedas que pelo menos na espécie Polyxenus fasciculatus podem desprender-se e enredar as formigas.

### Outras interacções interespecíficas
Alguns milípedes estabelecem relações mutualistas com organismos doutras espécies, nas quais ambas as espécies beneficiam da interacção, ou relações de comensalismo, nas quais uma única espécie beneficia, enquanto que a outra não se vê afectada. Várias espécies formam estreitas relações com as formigas, uma relação chamada mirmecofilia, especialmente na família Pyrgodesmidae (Polydesmida), que contém "mirmecófilos obrigados", espécies que só se encontraram em colónias de formigas. A maioria das espécies são "mirmecófilos facultativos", uma vez que não estão exclusivamente associadas com formigas, incluindo muitas espécies de Polyxenida, que se encontraram em formigueiros de todo o mundo.
Muitas espécies de milípedes apresentam relação de comensalismo com ácaros das ordens Mesostigmata e Astigmata. Acredita-se que muitos destes ácaros sejam foréticos em vez de parasitas, o que significa que utilizam os hóspedes milípedes para a sua dispersão.
Em 2011 foi descrita uma nova interacção entre milípedes e musgos, na qual os indivíduos da nova espécie descoberta Psammodesmus bryophorus têm dez espécies de musgos que vivem na sua superfície dorsal, graças a que o milípede fica camuflado e potencia a dispersão dos musgos.

## Interacção com as pessoas
Os milípedes geralmente apresentam pouco impacto na economia humana ou no bem-estar das pessoas, principalmente quando em comparação com os insectos, mas localmente podem se tornar numa moléstia ou numa praga agrícola. Os milípedes não mordem nem picam, e as suas secreções defensivas são quase sempre inofensivas para os humanos (geralmente causam só descolorações menores na pele), embora as secreções de algumas espécies tropicais possam causar dor, prurido, eritema local, edema, ampolas, eczema e, ocasionalmente, pele gretada. Se as excreções atingem os olhos causam uma irritação geral e efeitos potencialmente mais graves como conjuntivite e queratite.

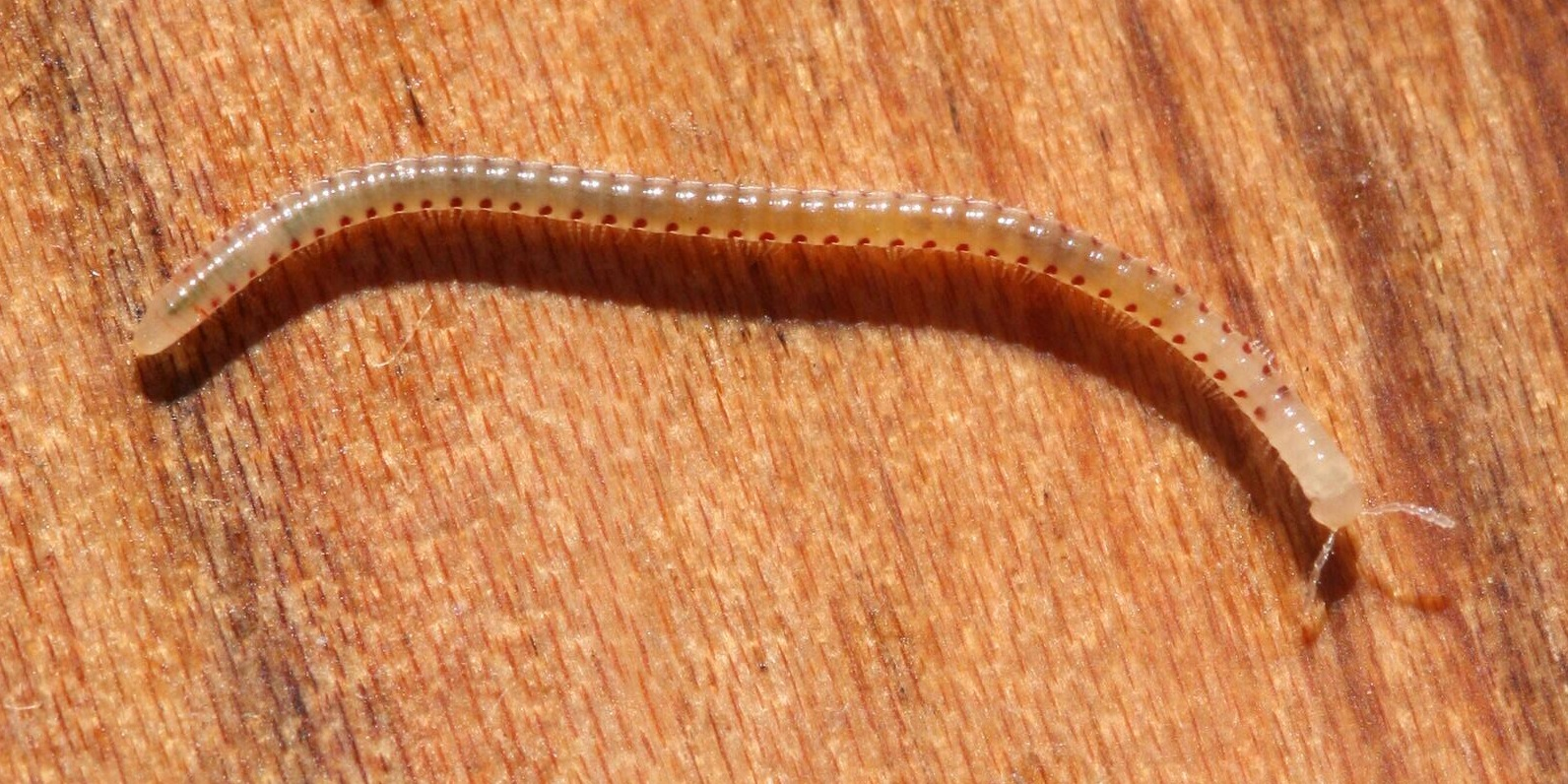
Blaniulus guttulatus pode ser uma praga agrícola

Alguns milípedes são considerados pragas domésticas em alguns países, incluindo o Xenobolus carnifex, que pode infestar os telhados de palha na Índia, e o Ommatoiulus moreleti, que periodicamente invade as casas na Austrália. Outras espécies mostram um comportamento gregário (enxameiam-se) periodicamente, o que pode provocar invasões domésticas, danos agrícolas ou mesmo atrasos nos transportes ferroviários sempre que as vias ficam escorregadias por causa dos restos esmagados de centenas de milípedes.  Alguns milípedes podem prejudicar significativamente as colheitas: o Blaniulus guttulatus é uma praga para as colheitas de beterraba-sacarina e outras plantas das culturas sachadas..
Alguns dos maiores milípedes da ordem Spirobolida, Spirostreptida e Sphaerotheriida tornaram-se mascotes populares em certos países. Algumas das espécies que se vendem como mascotes são as dos géneros Archispirostreptus, Aphistogoniulus, Narceus e Orthoporus.
Os milípedes aparecem no folclore e medicina tradicional de todo o mundo. Algumas culturas associam a atividade dos milípedes com a chegada das chuvas. Na cultura iorubá da Nigéria, os milípedes são utilizados em rituais relacionados com a gravidez e os negócios, e os milípedes quando esmagados são utilizados para tratamento da febre, unheiros e convulsões em crianças. Na Zâmbia, a polpa dos milípedes esmagados é utilizada para tratar ferimentos, e o povo Bafia dos Camarões utiliza o sumo de milípedes para tratar as dores de ouvidos. Em determinadas tribos Bhotiya do Himalaia o fumo da queima de milípedes secos utiliza-se para tratar as hemorroidas. Os povos nativos da Malásia usam as secreções dos milípedes para envenenamento de setas. Observou-se que as secreções do Spirobolus bungii inibem a divisão de células cancerígenas humanas. O único uso registado de milípedes como alimento humano deu-se no povo Bobo de Burquina Fasso, que come milípedes secos cozidos com molho de tomate.
Os milípedes também servem de inspiração para algumas investigações científicas. Em 1963, desenhou-se um veículo que caminhava em 36 pernas, feito com base na locomoção dos milípedes. Alguns robôs experimentais tiveram a mesma inspiração, em especial quando são necessários para transportar cargas pesadas por terrenos difíceis e com curvas. Em biologia, alguns autores advogam pelo uso de milípedes como organismos-modelo para o estudo da fisiologia dos artrópodes e os processos de desenvolvimento que controlam o número e forma dos segmentos corporais.
Semelhante ao vermicomposto, os milípedes podem ser usados para converter matéria vegetal em composto no que é chamado de milicompostagem ou gongocompostagem, que melhora a qualidade do composto. A matéria em decomposição é triturada pelos gongolos e passa pelo sistema digestivo desses animais, que excretam na forma de coprólitos (bolinhas como fezes), que por sua vez enriquecem o material decomposto pelos microrganismos.